# Lycée polyvalent Saint-Jean-Baptiste-de-La-Salle (Reims)
Le lycée polyvalent Saint-Jean-Baptiste-de-La-Salle est un établissement privé, sous contrat, d’Enseignement général, d’enseignement professionnel, situé 20 rue de Contrai à Reims.
L'établissement est nommé d'après son créateur, l'ancien chanoine de Reims, Jean-Baptiste de La Salle, béatifié en 1888.

## Historique des bâtiments

### Avant la Révolution
Jean-Baptiste de la Salle, fonde, en 1684, l’Institut des Frères des écoles chrétiennes à Reims avec un double accès, rue Gambetta actuelle et rue de Contrai.

### À la Révolution
Les révolutionnaires font fermer les écoles religieuses et les Frères quittent Reims.
Les bâtiments, vendus par ces mêmes révolutionnaires pour « remplir » les caisses de l’état, sont achetés en 1805, par l’entrepreneur Guyotin, qui y installe une filature de laine.

### AuXIXesiècle
Les frères, autorisés à revenir à Reims en 1880, fondent la Société des écoles chrétiennes libres qui rachète les bâtiments de la filature Guyotin pour rouvrir une école.

### Après la guerre 14-18
À la sortie de guerre en 1918, l’école est complètement détruite. Seule la statue de Jean-Baptiste de La Salle, visible maintenant à l’entrée du lycée, est encore debout.
Le bâtiment actuellement le plus ancien reconstruit avec l’horloge est de l’architecte Georges Beaumet et est réalisé par l’entrepreneur Roby. Il est accessible en septembre 1926.
En 1994, le nouvel internat est construit au n°42 rue de Courtrai à Reims. Il est dénommé «Frère Claude Lapied ».
Un centre audiovisuel est construit et inauguré en novembre 2004.

### Statue devant le lycée
La statue de Saint-Jean-Baptiste-de-La-Salle, devant le lycée, est une copie à l’échelle ½ de celle réalisée par Alexandre Falguière en date de 1875 et qui était installée à Rouen sur la place Place Saint-Clément.
Elle représente Jean-Baptiste de la Salle avec deux enfants à ses pieds. L’enfant assis, étudie assidûment pendant que l’autre, le regard tourné vers Jean-Baptiste de la Salle, semble écouté attentivement.

## Enseignements
Lycée Polyvalent Saint-Jean-Baptiste-de-La-Salle couvre les domaines d’enseignement relatifs à un lycée général et technologique, un lycée professionnel, un centre de formation continue et un centre de formation d’apprentis.